# Batrachuperus pinchonii
Batrachuperus pinchonii é uma espécie de anfíbio caudado pertencente à família Hynobiidae. Endêmico da China.